# Toshiro Mayuzumi
Toshiro Mayuzumi (født 20. februar 1929 i Yokohama, død 10. april 1997 i Kawasaki, Japan) var en japansk klassisk komponist.
Mayuzumi hører til en af Japan´s største komponister i det 20 århundrede.
Han skrev den monumentale Nirvana symfoni for kor og orkester, som i stil kombinere vestlige kompositions teknikker med buddhistiske inspirationer. Han var af stil avangardist.
Han har ligeledes skrevet en Mandala- symfoni, orkesterværker, operaer, balletter, Elektronisk musik, og musik til mere end hundrede film, hvoraf den kendeste er The Bible: In the Beginning.

## Udvalgte værker
- "Nirvana Symfoni" (1958) - for mandekor og orkester
- "Mandala Symfoni" (1960) - for orkester
- "Kinkakuji" (Den gyldne Pavillon) (1976) – opera
- "Kojiki" (Guds dage) (1996) – opera
- "Bugaku" (1962) – ballet
- "Ongaku no tanjo" (Fødsel af musik) (1964) – for orkester
- "Shu" (Besværgelse) (1967) – for orkester
- "Mukyudo" (Evig bevægelse) (1989) – for orkester
- 12 Preludier (1946) - for klaver
- Strygekvartet (1952)